# Antoine Jacques Louis Jourdan
Pour les articles homonymes, voir Louis Jourdan (homonymie) et Jourdan.
Ne doit pas être confondu avec le zoologiste Claude Jourdan.
Antoine Jacques Louis Jourdan (Paris, 29 décembre 1788 - Saint-Mandé, 2 janvier 1848) est un médecin, lexicographe et traducteur français.

## Biographie
Jourdan étudiait la médecine lorsqu’il fut, en 1807, appelé aux armées en qualité de chirurgien sous-aide. Passé, l’année suivante, aide-major au 72e de ligne, il passa dans le même grade au Val-de-Grâce, en 1811 et, peu de temps après, aux ambulances de la Garde impériale. Il fit, en cette double qualité, une grande partie des guerres de l’Empire. Rendu à la vie civile par le licenciement de la Grande Armée, après les événements de 1814, Jourdan revint à Paris, se fit recevoir docteur en 1819, et consacra dès lors le reste de sa vie à la science ; il devint membre de l’Académie de médecine. Laborieux traducteur, il chercha dans sa plume une position indépendante et traduisit surtout un grand nombre d’ouvrages de langue allemande. Chevalier de la Légion d'honneur le 23 avril 1821.

## Traductions

### Traduit de l'allemand
- Traité de la plique polonaise, par Franz Leopold Lafontaine (1808, 1 vol. in-8°) : Internet Archive.
- Traité des différentes espèces de gonorrhées, par Hecker (1812, 1 vol. in-12) sur Google livres.
- Histoire de la médecine, par Sprengel (1815-1820, 9 vol. in-8°) : vol. 1, vol. 2, vol. 3, vol. 4, vol. 5, vol. 6, vol. 7, vol. 8, vol. 9.
- Histoire de la philosophie moderne, par Buhle (1816, 7 vol. in-8°) : vol. 1, vol. 2, vol. 3, vol. 4, vol. 5, vol. 6.
- Anatomie du cerveau, par Tiedmann (1823, 1 vol. in-8°) : Gallica.
- La macrobiotique ou l'art de prolonger la vie de l'homme, par Hufeland (1824, 1 vol. in-8°) Gallica.
- Manuel d'anatomie générale, descriptive et pathologique, de Meckel (1825, 3 vol. in-8°) : vol. 1, vol. 2, vol. 3.
- La solitude, par Zimmermann (1826, 1 vol. in-8°) Google Livres.
- Recherches expérimentales, physiologiques et chimiques sur la digestion, par Tiedmann et Gmelin (1827, 2 vol. in-8°) : 1re partie, 2e partie;
- Traité complet de physiologie, par Tiedmann (1831, 2 vol. in-8°) 1re partie, 2e partie.
- Traité pratique d'analyse chimique, par Heinrich Rose (1832, 2 vol. in-8°) : vol. 1, vol. 2.
- Exposition de la doctrine médicale homœopathique, par Hahnemann (1832, vol. in-8°) : Google Livres.
- Traité de matière médicale, ou de l'Action pure des médicaments homœopathiques, par Samuel Hahnemann (Baillière, Paris, 1834, 3 vol. in-8°) tome 1, tome 2, tome 3.
- Manuel pour l'analyse des substances organiques, par Liebig (1838, 1 vol. in-8°) : Google Livres ;.
- Traité de physiologie comme science d'observation, par Burdach (1838, 9 vol. in-8°) : vol. 1, vol. 2, vol. 3, vol. 4, vol. 5, vol. 6, vol. 7, vol. 8, vol. 9.
- Manuel de médecine pratique, par Hufeland (1838) : Gallica.

### Traduit de l'italien
- Inductions physiologiques et pathologiques, par Rolando (Caille et Ravier, Paris, 1832, 1 vol. in-8°) Gallica et par François Gabriel Boisseau.

### Traduit du latin
- Code pharmaceutique ou Pharmacopée française. (1821, 1 vol. in-8°) : 1re édition, et 2e édition revue et corrigée par Antoine Laurent Apollinaire Fée.

### Traduit de l'anglais
- Traité médico-chirurgical de l'inflammation, de John Thomson (1827, 1 vol. in-8°) : Google Livres et par François Gabriel Boisseau.

## Œuvres personnelles
- Traité complet des maladies vénériennes, Méquignon-Marvis, Paris, 1826, 2 vol, in-8° : vol. 1, vol. 2, ouvrage dans lequel dominent ces deux idées qui depuis ont été reproduites et données comme opinions nouvelles :

1° que la syphilis n'est ni une importation d'Amérique ni une maladie nouvelle ;
2° que non seulement le mercure n'est pas le seul remède contre les maladies vénériennes, mais que l'abus qu'on en a fait est encore devenu la source d'une infinité d'accidents.
- Pharmacopée universelle, Baillière, Paris, 1828, 2 vol. in-8° : tome premier, tome second.
- Dictionnaire raisonné, étymologique, synonymique et polyglotte des termes usités dans les sciences naturelles, Baillière, Paris, 1834, 2 vol. in-8° : vol.1 (A-K) et vol. 2 (L-Z).
- Collaboration au Dictionnaire des sciences médicales, et fut pendant quatorze ans rédacteur général du Journal complémentaire.
- Dictionnaire des sciences médicales, Biographie médicale, Panckoucke, Paris, 1825, 7 volumes, sur Google livres vol. 1, vol. 2, vol. 3, vol. 4, vol. 5, vol. 6, vol. 7